# Saint-Clément-de-la-Place
Saint-Clément-de-la-Place är en kommun i departementet Maine-et-Loire i regionen Pays de la Loire i nordvästra Frankrike. Kommunen ligger i kantonen Le Louroux-Béconnais som tillhör arrondissementet Angers. År 2022 hade Saint-Clément-de-la-Place 2 139 invånare.

## Befolkningsutveckling
Antalet invånare i kommunen Saint-Clément-de-la-Place
| Referens: INSEE |